# Gryposuchus
Gryposuchus – wymarły rodzaj krokodyla z podrodziny Gryposuchinae w rodzinie gawialowatych (Gavialoidae), pochodzący z miocenu, ok. 21–6,8 mln lat temu.  

## Taksonomia
Rodzaj został naukowo opisany przez niemieckiego paleontologa, Georg’a Gürich’a.  Znany też pod synonimem Ramphostoma. Wyróżnia się 4 gatunki: G. columbianus, G. croizati, G. neoageus (gatunek typowy) i G. jessei.

## Występowanie
Rodzaj Gryposuchus zasiedlał tereny dzisiejszej Ameryki Południowej (Brazylia, Kolumbia, Argentyna, Peru, Wenezuela) w późnym miocenie. Gatunek typowy, Gryposuchus neogaeus żył na terenach formacji Ituzaingó we wschodniej Argentynie. Występował w słonowodnych estuariach i zatokach oraz rzekach.

## Morfologia i Biologia
Jego dzisiejszymi krewnymi są gawialowate, Thoracosaurus oraz Icanogavialis. Duże podobieństwa występują w budowie czaszki i mózgów tych gadów. Zwierzęta te osiągały ok. 10 m i wagę do 1750 kg. Posiadał ostre zęby, przystosowane do polowania np. na średnie ssaki czy inne gady i ryby. Często wśród szczątków Gryposuchus występują szczątki żółwi i innych gadów.  

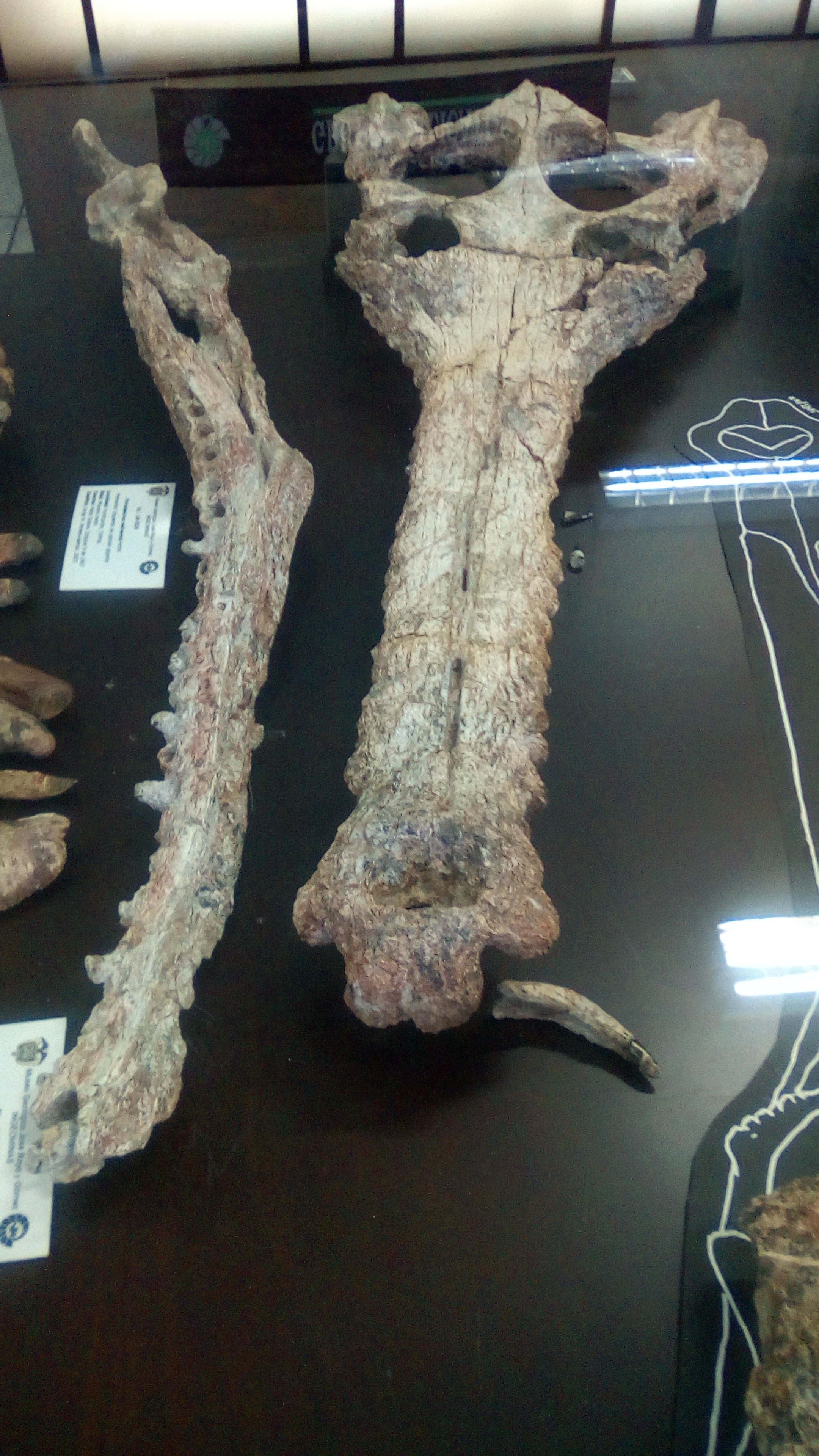
Czaszka G. columbianus

Różnorodność krokodylomorfów w Amazonce była znaczna, ponieważ oprócz Gryposuchus występowały jeszcze dwa rodzaje olbrzymich krokodyli: kajman Purussaurus i planktonożerny aligator Mourasuchus. Konkurencji pomiędzy tymi rodzajami nie było, ponieważ każdy pożywiał się czym innym. Razem z nimi Gryposuchus należał do największych gadów po erze dinozaurów